# Scytodes symmetrica
Espèce
Scytodes symmetrica est une espèce d'araignées aranéomorphes de la famille des Scytodidae.

## Distribution
Cette espèce est endémique du KwaZulu-Natal en Afrique du Sud,.

## Publication originale
- Lawrence, 1938 : A collection of spiders from Natal and Zululand. Annals of the Natal Museum, vol. 8, no 3, p. 455–524.